# Горбатовское сельское поселение
Горба́товское се́льское поселе́ние — муниципальное образование в составе Серафимовичского муниципального района Волгоградской области. Административный центр — хутор Горбатовский.

## География
Общая площадь земель муниципального образования — 19 570 гектар.
Площадь земель сельхозугодий муниципального образования — 19 401.4 гектар.
Общая площадь застроенных земель — 5.5 гектар.
Общая протяженность улиц, проездов, набережных (на конец 2008 года) 15.9 километра.

## История
Горбатовское сельское поселение образовано 24 декабря 2004 года в соответствии с Законом Волгоградской области № 979-ОД.

## Национальный состав
По словам Г.Горбатова: «У нас на территории по-прежнему проживают чеченцы, дагестанцы, марийцы, азербайджанцы сейчас появились, но в их разговоре я никогда не слышал, что у них есть какая-то диаспора, к которой они примыкают». По его словам, «эти люди занимаются обычным трудом: растят хлеб, животных — выживают, как и все наше общество; здесь каких-то весомых личностей или диаспор нет».

## Население
| 2010 | 2012 | 2013 | 2014 | 2015 | 2016 | 2017 |
| ---- | ---- | ---- | ---- | ---- | ---- | ---- |
| 504  | ↗505 | ↘496 | ↘489 | ↘470 | ↘457 | ↘452 |
| 2018 | 2019 | 2020 | 2021 |      |      |      |
| ↘439 | ↗508 | ↘497 | ↘491 |      |      |      |

## Состав сельского поселения
| № | Населённый пункт | Тип населённого пункта        | Население |
| - | ---------------- | ----------------------------- | --------- |
| 1 | Горбатовский     | хутор, административный центр | 364       |
| 2 | Рубашкин         | хутор                         | ↘140      |

## В художественной литературе
Хутор Горбатовский упомянут в романе Михаила Шолохова Тихий Дон. Главный герой книги Григорий Мелехов жил там целый месяц у родственников своей возлюбленной — казачки Аксиньи.

## Известные жители
Косолапов, Павел Павлович — подозреваемый в совершении терактов.